# Sympherobius dilutus
Sympherobius dilutus är en insektsart som beskrevs av Nakahara 1960. Sympherobius dilutus ingår i släktet Sympherobius och familjen florsländor. Inga underarter finns listade i Catalogue of Life.